# Cárdenas, Nicaragua
Cárdenas är en kommun (municipio) i Nicaragua med 7 416 invånare (2012). Det är en långsmal kommun som ligger inklämd mellan Nicaraguasjön och Costa Rica i den södra delen av landet i departementet Rivas. I kommunen ligger Peñas Blancas, som är den mest trafikerade gränsstationen mellan Nicaragua och Costa Rica.

## Geografi
Cárdenas är en mycket lång och smal kommun längs södra stranden av Nicaraguasjön, inklämnd mellan sjön i norr och Costa Rica i söder. Kommunen gränsar till kommunerna San Juan del Sur och Rivas i väster och San Carlos i öster.

## Historia
Kommunen grundades 1912, och fick då namnet Cárdenas, efter att tidigare ha hetat Concepción de Tortuga.

## Transporter
Den Panamerikanska landsvägen passerar den västra delen av kommunen, där landsvägen passerar in i grannlandet Costa Rica, vid Peñas Blancas. Detta är den mest trafikerade gränsstationen mellan Nicaragua och Costa Rica. Längs kommunen går det en lång kustväg från den Panamerikanska landsvägen via centralorten Cárdenas och vidare till den lilla kustorten Colón, nära kommunens östra gräns. Vägen går dock inte hela vägen runt sjön och når inte den östra grannkommunen San Carlos. 